# Акуи Терме
Акуи Терме (на италиански: Acqui Terme) е град и община в провинция Алесандрия в региона Пиемонт в Италия.
Има 20 449 жители (към 31 декември 2009). Известен е с горещите си серни извори.
През древността се казва Каристум (Carystum). Основан е от лигурското племе стателати.
През 173 пр.н.е. е разрушен от Марк Попилий Ленат и след това е новооснован с името Aquae Statiellae. Градът е завладян от лангобардите и е част от княжество Асти. Те построяват през 7 век църквата Chiesa dell'Addolorata.
От 978 г. е епископално владение и се построява градска стена. През 989 – 1067 г. се построява катедралата Santa Maria Assunta. През 1056 г. е построен замъкът Castello dei Paleologi. Градът става независим през 1135 г.
През 1879 г. построяват в центъра на града термалния извор La Bollente с форма на осмоъгълник, от който извира 75 °C гореща вода.